# Кондуктивна педагогіка
Кондуктивна педагогіка, або Метод Петьо — методика фізичної реабілітації пацієнтів з органічними ураженнями мозку (дитячим церебральним паралічем).

## Історія
Кондуктивна педагогіка була розроблена після Другої світової війни угорським лікарем та педагогом Андрашем Петьо (Andras Pető). Спочатку цей підхід використовувався тільки в інституті кондуктивної педагогіки в Будапешті, який носить ім'я автора, а з часом він набув популярності і став застосовуватися в багатьох країнах світу.

## Принцип
Кондуктивна педагогіка базується переважно на освітній моделі втручання та об'єднує педагогічні та реабілітаційні цілі в одній програмі. Ця концепція спрямована на те, щоб допомогти дітям з руховими порушеннями набути «ортофункції», що визначається як здатність брати участь і функціонувати у суспільстві незважаючи на свою неповносправність. Кондуктивна педагогіка базується на ідеї, що нервова система, незважаючи на своє пошкодження, все ж таки має можливості до формування нових нервових зв'язків.
На думку професора Петьо, моторні порушення розвиваються не лише за рахунок пошкодження центральної нервової системи, але переважно через недостатність координації та взаємодії між різними відділами мозку та їх функціями. Ця здатність нервової системи може бути мобілізована за допомогою відповідним чином спрямованого, активного процесу навчання.

## Методика
При лікуванні хворих на ДЦП заняття проводяться в спеціалізованих групах чисельністю від 10 до 25 дітей. Діти разом займаються, спостерігають та заохочують один одного до виконання вправ. Кондуктори керують групою та забезпечують мотивуюче оточення й емоційну підтримку. Цілі програми визначаються загальним рівнем розвитку групи та вміннями кожної окремої дитини.
Заняття у групах є структурованими і проводяться відповідно до розробленої програми. Програма містить у собі блоки, які складаються з комплексів вправ та педагогічних занять, які проводяться в ігровій формі. Комплекси вправ, а також завдання, які до них входять, підбираються у залежності від характеру патології дитини, її рухових та інтелектуальних можливостей. Усі вправи комплексу базуються на фізіологічних рухах.
До комплексу входять вправи з різними предметами та спортивними знаряддями, вправи з м'ячем, на сходах, на гімнастичній лавочці, з гімнастичною палкою, а також хода з ускладненими завданнями та вправами біля шведської стінки. При проведенні рухових вправ використовується спеціально розроблене для цієї методики меблеве обладнання — драбинки, столи, бокси, виготовлені з дерев'яних заокруглених лакованих планок.
Під час занять широко застосовують ритм та пісні у техніці, яка називається «ритмічний намір» (rhythmical intention). Ритмічний намір — це словесні ритмічні інструкції, які подаються під час виконання серії завдань. За допомогою ритму, пісень та віршиків задається фоновий ритм рухової активності, який сприяє навчанню та мотивації дитини, а також допомагає привернути увагу до того руху, який здійснюється у даний момент.

## Ефективність
Ефективність участі дитини в реабілітаційному процесі залежить значною мірою від її мотивації. Як правило, діти з ДЦП пасивні у своїх діях. Метод кондуктивної педагогіки вимагає активної участі дитини у подоланні своєї неповносправності. Правильно поставлена мета дає дитині належну мотивацію до занять, підносить самооцінку. Програма занять передбачає безперервну участь дитини у різних видах діяльності, які навчають дітей думати і діяти в різних ситуаціях. Велике значення у формуванні мотивації має прагнення дитини до успіху та досягнення прогнозованого результату. Тому навіть дуже незначний успіх отримує позитивну підтримку та заохочення в кондукторів.